# Realunion
Realunion ist die völkerrechtliche Verbindung selbständiger Staaten durch ein gemeinsames Staatsoberhaupt (wie bei der Personalunion, in der Staatspraxis stets ein Monarch), darüber hinaus aber auch durch weitere gemeinsame Institutionen, also Staatsorgane oder Verwaltungseinrichtungen. Die Verbindung ist also intensiver und stärker verrechtlicht als bei der bloßen Personalunion. Anders als beim Bundesstaat wird aber kein den verbundenen Staaten übergeordnetes Rechtssubjekt geschaffen.
Beispiele sind:
- 1460–1867 Realunion zwischen Schleswig und Holstein („up ewig ungedeelt“)
- 1509–1814 Realunion Dänemark-Norwegen
- 1569 Lubliner Union: Umwandlung der Personalunion zwischen Polen und Litauen zur I. Rzeczpospolita, auch Polen-Litauen genannt (bis 1791)
- 1707 Verbindung der Königreiche England und Schottland durch Act of Union[2]
- 1802–1810 Realunion der Fürstentümer Salm-Salm und Salm-Kyrburg zum Fürstentum Salm
- 1809 Realunion zwischen Sachsen-Eisenach und Sachsen-Weimar (Personalunion seit 1741)
- 1809–1917 Das Verhältnis des Großfürstentums Finnland zum Russischen Kaiserreich wurde von manchen Autoren als Realunion beschrieben. Die Einordnung war jedoch umstritten, andere sprachen Finnland den eigenen Staatscharakter ab.[3][4]
- 1814–1905 Realunion zwischen Schweden und Norwegen[1][2]
- 1852–1920 Sachsen-Coburg und Gotha als (teilweise) Realunion von Sachsen-Coburg und Sachsen-Gotha (zuvor ab 1826 bloße Personalunion)[5][6]
- 1867–1918 Realunion Österreich-Ungarn[1][2] (infolge des Österreichisch-Ungarischen Ausgleichs)
- 1918–1944 Realunion zwischen Dänemark und Island[1][2]
- 1936–1941[1]/44[2] Realunion zwischen Italien und Abessinien (Italienisch-Ostafrika)

Gewissermaßen ein Gegenstück zur Realunion waren Mecklenburg-Schwerin und Mecklenburg-Strelitz mit gemeinsamem ständischem Landtag (und damit hierin vereinter als Österreich-Ungarn), aber verschiedenen Großherzögen, mithin ohne Union.